# Hydraena ateneo
Hydraena ateneo (лат.) — вид жуков-водобродок рода Hydraena из подсемейства Hydraeninae. Вид назван в честь Университета Атенео-де-Манила (Кесон-Сити, Филиппины) и в честь пятидесятилетия биологического отделения университета. Типовое местонахождение вида находится на территории университетского кампуса.

## Распространение
Встречаются на Филиппинах. Хотя этот вид был первоначально обнаружен в кампусе Университета Атенео-де-Манила (Кесон-Сити, Филиппины), он, вероятно, встречается в пресноводных водоёмах Манилы и Лусона. Некоторые известные места его обнаружения - Кесон-Сити, Кавите и Лагуна (Филиппины). Существование нового вида в кампусе университета Атенео примечательно тем, что кампус представляет собой сильно урбанизированную и обезлесенную территорию.

## Описание
Водобродки мелкого размера (около 1 мм), удлинённой формы. Длина составляет примерно 1,25—1,33 мм, ширина — 0,58—0,62 мм. Тело преимущественно коричневое, с золотисто-коричневыми оттенками на переднеспинке, тёмно-коричневыми лбом и жёлто-коричневыми максиллярными щупиками, ногами и усиками. Взрослые жуки, предположительно, как и близкие виды, растительноядные (если учесть, что другие виды рода Hydraena, как известно, потребляют мох, наличие мха в пруду, где был обнаружен вид, подтверждает это предположение).
Внешне этот вид похож на Hydraena castanescens, от которого его можно отличить по меньшим размерам и прямым задним голеням у обоих полов. Кроме того, его легко узнать по эдеагусу (дистальная доля удлиненная, покрыта мембраной; флагеллум очень длинный, бисинусоидально изогнутый). От двух синтопических видов — Hydraena scabra и Hydraena palawanensis — он отличается средними размерами (1,25—1,33 мм длиной), умеренно крупными и умеренно глубоко вдавленными точками на надкрыльях, формой эдеагуса, гонококсита и тергита X.

## Таксономия
Вид был впервые описан в 2013 году немецким и филиппинским энтомологом Hendrik Freitag (Department of Biology, Biodiversity Laboratory, Loyola Heights, Университет Атенео-де-Манила, Кесон-Сити, Филиппины) по типовым материалам с Филиппин. Вид включён в состав подрода Hydraenopsis.